# Jižní Džuba
Jižní Džuba (somálsky Jubbada Hoose) je region (gobolka) na jihu Somálska. Hlavním městem je Kismaayo. Název je odvozen od řeky Džuba, která v tomto regionu pramení. Sousedí se somálskými regiony Střední Džuba a Gedo, Keňou a Indickým oceánem.
Tento region se dělí na 4 oblasti:
- Afmadow
- Badhaadhe
- Jamaame
- Kismayo